# Саут-Гаррісон Тауншип (Нью-Джерсі)
Саут-Гаррісон Тауншип (англ. South Harrison Township) — селище (англ. township) в США, в окрузі Глостер штату Нью-Джерсі. Населення — 3395 осіб (2020).

## Демографія
Згідно з переписом 2010 року, у селищі мешкали 3162 особи в 1020 домогосподарствах у складі 862 родин. Було 1056 помешкань
Расовий склад населення:
| - 91,6 % — білих - 5,1 % — чорних або афроамериканців - 1,2 % — азіатів |

До двох чи більше рас належало 1,2 %. Частка іспаномовних становила 3,1 % від усіх жителів.
За віковим діапазоном населення розподілялося таким чином: 28,7 % — особи молодші 18 років, 60,9 % — особи у віці 18—64 років, 10,4 % — особи у віці 65 років та старші. Медіана віку мешканця становила 40,4 року. На 100 осіб жіночої статі у селищі припадало 95,8 чоловіків;  на 100 жінок у віці від 18 років та старших — 97,5 чоловіків також старших 18 років.
Середній дохід на одне домашнє господарство  становив 138 914 долари США (медіана — 116 375), а середній дохід на одну сім'ю — 148 869 доларів (медіана — 123 500). Медіана доходів становила 78 289 доларів для чоловіків та 64 531 долар для жінок. За межею бідності перебувало 1,3 % осіб, у тому числі 0,0 % дітей у віці до 18 років та 2,8 % осіб у віці 65 років та старших.
Цивільне працевлаштоване населення становило 1592 особи. Основні галузі зайнятості: освіта, охорона здоров'я та соціальна допомога — 25,1 %, науковці, спеціалісти, менеджери — 14,2 %, фінанси, страхування та нерухомість — 10,1 %, роздрібна торгівля — 10,0 %.